# Joe Maross
Joseph Raymond Maross, detto Joe (Barnesboro, 7 febbraio 1923 – Glendale, 7 novembre 2009), è stato un attore statunitense.

## Filmografia parziale

### Cinema
- Mare caldo (Run Silent, Run Deep), regia di Robert Wise (1958)
- Il figlio di Giuda (Elmer Gantry), regia di Richard Brooks (1960)
- Sfida senza paura (Sometimes a Great Notion), regia di Paul Newman (1971)
- Ricche e famose (Rich and Famous), regia di George Cukor (1981)

### Televisione
- The Doctor – serie TV, episodio 1x37 (1953)
- Kraft Television Theatre – serie TV, 17 episodi (1952-1957)
- The Court of Last Resort – serie TV, episodio 1x02 (1957)
- The Restless Gun – serie TV, episodio 1x19 (1958)
- Ricercato vivo o morto (Wanted: Dead or Alive) – serie TV, episodio 1x17 (1958)
- Gunsmoke – serie TV, 3 episodi (1958-1965)
- Alfred Hitchcock presenta (Alfred Hitchcock Presents) – serie TV, episodio 4x15 (1959)
- The Rough Riders – serie TV, episodio 1x37 (1959)
- Men Into Space – serie TV, episodio 1x02 (1959)
- Tightrope – serie TV, episodio 1x16 (1959)
- Mr. Lucky – serie TV, episodio 1x22 (1960)
- Perry Mason – serie TV, 3 episodi (1960-1963)
- June Allyson Show (The DuPont Show with June Allyson) – serie TV, episodio 2x22 (1961)
- Outlaws – serie TV, episodio 1x16 (1961)
- Dakota (The Dakotas) – serie TV, episodio 1x14 (1963)
- Slattery's People – serie TV, episodio 1x05 (1964)
- Il ragazzo di Hong Kong (Kentucky Jones) – serie TV, episodio 1x21 (1965)
- Kronos - Sfida al passato (The Time Tunnel) – serie TV, episodio 1x08 (1966)
- Iron Horse – serie TV, episodio 2x11 (1967)
- Peyton Place – soap opera, 26 puntate (1968-1969)
- Codice rosso fuoco (Code Red) – serie TV, 9 episodi (1981-1982)
- Dallas – serie TV, 4 episodi (1983)
- La signora in giallo (Murder, She Wrote) – serie TV, episodio 2x18 (1986)